# توماس كلبيبر
السير توماس كلبيبير (1514 – 10 ديسمبر 1541) أحد أفراد حاشية بلاط الملك هنري الثامن ملك إنجلترا، وعشيق الملكة كاثرين هوارد زوجة هنري الثامن، ومات بالمقصلة بعد اتهامه بالزنا مع الملكة كاثرين هوارد.

## نشأته
ولد توماس لألكسندر كلبيبر وكونستانس هاربر جنوب ميدستون في كنت. كان توماس الابن الأوسط لأبيه. شقيقه الأكبر واسمه توماس أيضًا كان تابعًا لتوماس كرومويل. وقد عرف الشقيقين بجمعهم للأشياء الثمينة للعائلة الملكية في فترة وجودهم في البلاط. كانت تربطه صلة قرابة بعائلة هوارد التي كانت من العائلات المؤثرة في ذلك الوقت بعد سقوط الكاردينال توماس وولسي عام 1529، وتأثير آن بولين على الملك.
كان كلبيبر يوصف بالشاب الوسيم، وكان له حظوة عند هنري الثامن. في عام 1539، اتهم كلبيبر باغتصاب زوجة حارس حديقة ثم قتل قروي. ويرى بعض المؤرخين أن هناك احتمالية بأن يكون المغتصب هو شقيق كلبيبر الأكبر الذي يدعى أيضًا توماس، وأيا كان الفاعل، فقد عفا عنه الملك. نال كلبيبر شرف حراسة خزانة الأسلحة، ثم جعله هنري خادمه الخاص، وهو الدور الذي يجعل له الحق في النوم في غرفة الملك. وفي الفترة من 1537-1541، أنعم عليه الملك بعدد من الهدايا.

## علاقته بكاثرين هوارد
بحكم عمله، كان كلبيبر له حق الدخول على الملكة ورفيقاتها. تعرف توماس كلبيبر للمرة الأولى بكاثرين هوارد في مارس 1541، عندما ذهب الملك في رحلة إلى دوفر وترك كاثرين في غرينيتش. بدأت اللقاءات الخاصة بين توماس وكاثرين في مايو 1541، والتي كانت تدبرها لهم وصيفتها جين بولين. أثناء تلك اللقاءات لم يكن مسموحًا سوى لجين ووصيفة أخرى - كاثرين تيلني - بالدخول إلى حجرة الملكة.
وفي 30 يونيو، سافر الملك وكاثرين شمالاً إلى يورك، للقاء الملك جيمس الخامس ملك اسكتلندا، وعندما وصلا إلى لينكونشير في 9 أغسطس، التقى توماس بكاثرين في لقاء سري آخر في غرفتها. استمرت تلك اللقاءات في قلعة بونتفراكت، في 23 أغسطس. ويعتقد أن كاثرين أرسلت لتوماس خطابًا خلال تلك الفترة.
وصلت الأقاويل حول سلوك الملكة إلى كبير أساقفة كانتربري توماس كرانمر، فألقي القبض على توماس لاستجوابه. أنكر توماس والملكة التهم، إلا أن الخطاب الذي كتبته كاثرين تم العثور عليه أثناء التحقيقات، وهو الذي اعتبره كرانمر دليلاً على العلاقة.

## الإعدام
اتهم توماس في ديسمبر 1541، هو وفرانسيس ديرهام بالزنا - اتهم أيضًا بالزنا مع الملكة قبل زواجها من هنري-. واتهمت الملكة بأنها هي من أوقعت توماس في العلاقة بإغوائه في قصر شينيس في باكينجهامشير. اعترف توماس تحت التعذيب بعلاقته الجنسية مع كاثرين. أدين توماس كلبيبر وفرانسيس ديرهام، وأعدما، في 10 ديسمبر 1541،
وعلق رأسيهما على جسر لندن، وأعدمت الملكة ووصيفتها جين بولين في 13 فبراير 1542.

## وصلات خارجية
- خطاب كاثرين هوارد لتوماس كلبيبر